# Агент особого назначения

Аге́нт осо́бого назначе́ния — российский многосерийный детективный телевизионный художественный фильм с элементами игрового комедийного жанра, снят по сценарию Юрия Эпштейна в 2009—2012 годах. Премьера показа телесериала стартовала 8 февраля 2010 года на канале НТВ.

## Сюжет
Для выполнения поставленной задачи генералу Касматову понадобился человек, "который в огне не горит и в воде не тонет, а если понадобится, то и сгорит и утонет". Полковник Борисов искал его среди спецназовцев и не нашел. Однажды он стал свидетелем неудавшегося покушения на бизнесмена - телохранитель увидел снайпера и закрыл его собой и остался жив после пулевого ранения. И этот человек подошел генералу Касматову  - Игнат Барабанов, мастер спорта по плаванию с нестандартным мышлением, баснословной самоотверженностью и мистической неуязвимостью. 
Несколько странному и самобытному в непосредственности агенту национальной безопасности — по имени Игнат Барабанов, — поручаются самые сложные и рискованные дела, с которыми он справляется нестандартными для иных сотрудников методами дедукции и поведения.

### Первый сезон
Агент особого назначения
Кинорежиссер постановщик 1 сезона — Константин Статский. Оператор-постановщик — Александр Полагаев. Художник-постановщик: Анастасия Каримулина и Виктор Желобинский. Композитор — Святослав Курашов. 12 серий из 6 фильмов по 2 части продолжительностью 45 минут. 2010 год выпуска.
- Фильм первый «Истина для Платона» из 2-х частей — 2009 год съёмки;
- Фильм второй «Угощение строптивого» из 2-х частей — 2009 год съёмки;
- Фильм третий «Сонька — золотые руки» из 2-х частей — 2009 год съёмки;
- Фильм четвёртый «Назад в будущее» из 2-х частей — 2009 год съёмки;
- Фильм пятый «Пропала собака» из 2-х частей — 2009 год съёмки;
- Фильм шестой «Свидетель» из 2-х частей — 2009 год съёмки.

### Второй сезон
Агент особого назначения 2
Режиссер-постановщик 2 сезона — Наталья Савченко. Оператор-постановщик — Тимур Искяндаров. Художник-постановщик: Александр Ликириченко и Алексей Мельник (II). Композитор — Святослав Курашов. 12 серий из 6 фильмов по 2 части продолжительностью 44 минуты. 2011 год выпуска.
- Фильм первый «Убить Монтёра» из 2-х частей — 2010 год съёмки;
- Фильм второй «Трудности перевода» из 2-х частей — 2010 год съёмки;
- Фильм третий «Полковнику никто не пишет» из 2-х частей — 2010 год съёмки;
- Фильм четвёртый «Крестный отец» из 2-х частей — 2010 год съёмки;
- Фильм пятый «Берегись автомобиля» из 2-х частей — 2010 год съёмки;
- Фильм шестой «Кровавый спорт» из 2-х частей — 2010 год съёмки.

### Третий сезон
Агент особого назначения 3
Режиссер-постановщик 3 сезона — Андрей Элинсон. Оператор-постановщик — Константин Иванов (II) и Леонид Фридман. Художник-постановщик: Алексей Мельник (II) и Татьяна Стоя. Композитор — Святослав Курашов. 16 серий из 8 фильмов по 2 части продолжительностью 46 минут. 2012 год выпуска.
- Фильм первый «Институт заложников» из 2-х частей — 2011 год съёмки;
- Фильм второй «Бешеные деньги» из 2-х частей — 2011 год съёмки;
- Фильм третий «Большой куш» из 2-х частей — 2011 год съёмки;
- Фильм четвёртый «Фолинг ин лав» из 2-х частей — 2011 год съёмки;
- Фильм пятый «Телохранитель» из 2-х частей — 2011 год съёмки;
- Фильм шестой «Старик и мэрия» из 2-х частей — 2011 год съёмки;
- Фильм седьмой «Случай на охоте» из 2-х частей — 2011 год съёмки;
- Фильм восьмой «Любовь и барабан» из 2-х частей — 2011 год съёмки.

### Четвёртый сезон
Агент особого назначения 4
Режиссер-постановщик 4 сезона — Андрей Элинсон. Оператор-постановщик — Леонид Фридман. Художник-постановщик: Татьяна Стоя. Композитор — Святослав Курашов. 8 серий фильма продолжительностью 45 минут. 2013 год выпуска.
- Фильм первый «Любовь и каравай» — 2012 год съёмки;
- Фильм второй «Генерал алмазной карьеры» — 2012 год съёмки;
- Фильм третий «Амур-помидор» — 2012 год съёмки;
- Фильм четвёртый «Родня» — 2012 год съёмки;
- Фильм пятый «Винт писк» — 2012 год съёмки;
- Фильм шестой «Есть только „Ми“» — 2012 год съёмки;
- Фильм седьмой «Датская неожиданность» — 2012 год съёмки;
- Фильм восьмой «Защита „Красина“» — 2012 год съёмки.

## Роли исполняют
- Сергей Перегудов — главная роль, Игнат Барабанов;
- Владимир Матвеев — главная роль, генерал Семён Олегович Касматов;
- Михаил Трясоруков — главная роль, подполковник Константин Борисов;
- Андрей Феськов, Виталий Горев, Александр Ронис, Александр Бахаревский, Николай Буров, Александр Глинский, Андрей Лёвин, Сергей Каргин, Валерий Гришко, Вероника (Ника) Козоровицкая, Сергей Уманов, Марьяна Кирсанова, Максим Меркулов (II), Олег Жилин, Максим Сергеев, Дмитрий Аверин, Михаил Почтарёв, Александр Шпилько, Юлия Рудина, Ирина Соколова (II), Зоя Буряк, Юлия Нижельская, Сергей Лысов, Игорь Качаев, Юрий Сташин, Александр Сластин, Анна Твеленева, Евгений Карпов, Андрей Кузнецов, Владимир Артёмов, Дмитрий Смородский, Сергей Дмитровский, Оксана Базилевич, Сергей Яценюк, Полина Толстун, Александр Дергапутский, Роман Кочержевский, Наталия Вязовская, Николай Смирнов (III), Андрей Матюков, Игорь Головин, Лев Елисеев, Юрий Ковалёв, Сергей Гамов, Сергей Занин, Любовь Макеева, Дмитрий Сутырин, Ирина Линдорф, Юрий Богинич, Игорь Ключников,Руслан Кацагаджиев.

### Каскадёры
Александр Шульга — постановщик трюков; Александр Горбанёв, Ян Кузьмин, Александр Соловьёв (III), Александр Андрианов, Максим Клементьев, Иван Дебов, Станислав Павлов (II), Александр Лапшов, Сергей Петров (III), Василий Трофимов, Николай Павлюк, Светлана Соловьёва (III), Александр Иванов (IV), Алексей Фёдоров (III), Александр Суворов (V), Дмитрий Чудин.

## Рейтинг
Возрастной ценз 16+ — для более зрелых и понимающих. По рейтингу IMDb имеет 7.9 баллов из 10, а в рейтинге Кинопоиска — 7.29 из 10. Входит в список лучших сериалов боевиков 2010 года (13 место), лучшие комедийные сериалы 2010 года (27 место), лучшие криминальные сериалы 2010 года (18 место), лучшие детективные сериалы 2010 года (12 место), лучшие российские сериалы 2010 года (12 место).